# 유럽 러시아

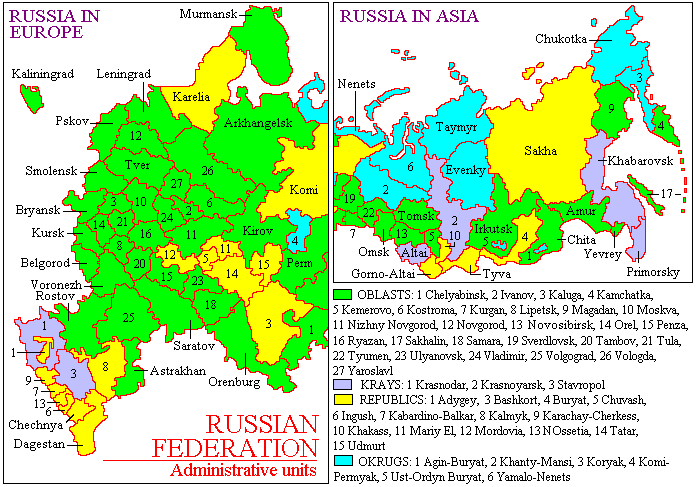
유럽과 아시아의 러시아

유럽 러시아(러시아어: Европейская часть России 예브로페이스카야 차스티 로시[*])는 유럽에 속해 있는 러시아의 부분을 이야기한다. 전통적으로 유럽의 경계선은 우랄산맥이지만, 이 정의는 현재 논쟁 중이다.
러시아의 거의 대부분의 영토는 아시아에 속해 있지만 인구의 거의 대부분은 유럽에 집중되어 있다. 또한 러시아의 대도시들은 유럽에 편중되어 있는데 그 예로 모스크바와 상트페테르부르크가 있다. 이 두 도시는 모두 과거에 러시아의 수도였거나 현재까지 러시아의 수도인 대도시이다.
러시아 제국 시대에는 러시아의 통제를 받는 동슬라브족 영토를 이야기하는 말로 쓰였다. 이는 벨라루스(백러시아)와 우크라이나의 거의 대부분 지역(드니프르 우크라이나)을 포함한다.

## 같이 보기
- 아시아 러시아
- 동유럽 평원
- 시베리아